# Spermacoce prostrata
Spermacoce prostrata är en måreväxtart som beskrevs av Jean Baptiste Christophe Fusée Aublet. Spermacoce prostrata ingår i släktet Spermacoce och familjen måreväxter. Inga underarter finns listade i Catalogue of Life.